# Arteria succlavia
L'arteria succlavia, in anatomia umana, è la principale arteria del torace superiore. Vi sono due succlavie, destra e sinistra.
Fornisce principalmente il sangue alla testa e agli arti superiori ed è localizzata al di sotto della clavicola, da cui prende il nome.
Per quanto riguarda il lato sinistro del corpo, la succlavia proviene direttamente dall'arco aortico, la succlavia destra origina invece dal breve tratto denominato tronco brachiocefalico, che biforcandosi genera (oltre alla succlavia destra appunto) anche l'arteria carotide comune destra.
Le diramazioni della succlavia su ambedue i lati del corpo sono l'arteria vertebrale, l'arteria toracica interna, il tronco tireocervicale, il tronco costocervicale e l'arteria dorsale della scapola (o scapolare dorsale).
La succlavia diventa arteria ascellare al margine laterale della prima costa.

## Decorso e rapporti
La succlavia, dopo l'origine già descritta, piega lateralmente, passando tra i muscoli scaleni anteriore e medio e suddividendosi dunque, sulla base del decorso rispetto a questo muscoli, in tre porzioni: prescalenica, intrascalenica e postscalenica.
La lunghezza della succlavia sinistra è maggiore di quella destra (100 mm contro 84 mm) e i rapporti che contraggono i due vasi sono identici eccetto che per la porzione prescalenica.
- Il tratto prescalenico (anche detto primo tratto):

1. A destra origina dietro l'articolazione sternoclavicolare; anteriormente rapporta col tronco venoso brachiocefalico, e tra le due passa i nervi di destra frenico e vago, oltre a filamenti del simpatico cervicale (esattamente l'ansa di Vieussens). Il nervo laringeo ricorrente, o inferiore, origina dal vago, scende a circondare la succlavia per poi risalire nella laringe. Posteriormente col ganglio cervicale inferiore del simpatico e col processo trasverso della settima vertebra cervicale. Lateralmente con l'apice del polmone destro. Medialmente con la carotide comune destra.
2. A sinistra origina dall'arco aortico, all'altezza della terza/quarta vertebra toracica; per questo presenta anche una parte toracica, che rapporta anteriormente con la carotide comune sinistra, la vena brachiocefalica sinistra e lo sterno, posteriormente con la colonna vertebrale, lateralmente con la faccia mediale del polmone sinistro e medialmente con l'esofago e il nervo laringeo ricorrente sinistro. La parte cervicale è uguale all'intero tratto prescalenico della succlavia destra, con l'eccezione del nervo laringeo inferiore, che circonda l'arco aortico invece di questa arteria.

- Il tratto retroscalenico (anche detto secondo tratto) rapporta anteriormente con il muscolo scaleno anteriore, che la divide dalla vena succlavia; inferiormente con la prima costa, ove lascia un solco; superoposteriormente con rami del plesso brachiale e con i muscoli scaleni medio e posteriore.
- Il tratto postscalenico (anche detto terzo tratto), il più superficiale, rapporta inferiormente con il muscolo dentato anteriore, posteriormente con rami del plesso brachiale, anteriormente con il muscolo succlavio e la vena omonima, che la separano dalla clavicola[2].

## Rami collaterali
Le diramazioni sono in tutto cinque (per ambo il lati) e comprendono nell'ordine:
- arteria vertebrale, ramo ascendente. Origina dal tratto prescalenico. Le arterie vertebrali controlaterali si riuniscono nel neurocranio per dare origine al tronco basilare.
- arteria toracica interna (detta anche arteria mammaria interna), ramo discendente. Origina dal tratto prescalenico.
- tronco tireocervicale, ramo discendente. Origina dal tratto prescalenico.
- tronco costocervicale, ramo laterale. Unico ramo ad originare dal tratto intrascalenico. Da esso originano l'arteria cervicale profonda e l'arteria intercostale suprema (la quale discende tra la pleura e il collo delle prime due coste e termina come seconda arteria intercostale posteriore).
- arteria scapolare dorsale, ramo laterale. Origina dal terzo o secondo tratto della succlavia.

L'arteria scapolare posteriore generalmente origina direttamente dall'arteria succlavia ma in 1/3 dei casi l'arteria cervicale superficiale (ramo del tronco tireocervicale) e la scapolare posteriore hanno origine comune dal tronco tireocervicale. Il tronco comune che si dividerà nelle due arterie prende il nome di arteria trasversa cervicale o arteria trasversa del collo.